# غرامبة (الحد)

تعديل مصدري - تعديل

غرامبة هي إحدى قرى عزلة الحد بمديرية الحد التابعة لمحافظة لحج، بلغ تعداد سكانها 204 نسمة حسب تعداد اليمن لعام 2004.